# U av Goryeo
U av Goryeo, född 1365, död 1389, var en koreansk monark. Han var kung av Korea mellan 1374 och 1388. 